# Charles Waterton
Charles Waterton (Walton Hall, Wakefield, Yorkshire, 3 de juny de 1782 - 27 de maig de 1865) va ser un naturalista i explorador anglès.

## Biografia
Charles Waterton va viure una sèrie constant d'aventures rares, totes originades en la seva dedicació a l'estudi de la natura. Va néixer en una de les més velles famílies del nord d'Anglaterra. Els seus pares eren rics però sense títols. Educat com a catòlic romà, de 1796 a 1800 va estudiar al Stonyhurst College, una escola jesuïta. Hi va desenvolupar el seu talent en el camp de la història natural. El 1804 va decidir visitar algunes propietats de la seva família a la Guaiana britànica.
Després de gestionar la seva hisenda a Sud-amèrica fins a 1812, Waterton es va preparar per anar a regions inexplorades de la jungla brasilera a la recerca del verí que els indis usaven en les sarbatanes —vourali o, com es diu ara, guarís. Per alguna raó, estava convençut que aquest era el remei per la hidrofòbia. Va ser durant aquest viatge i els tres següents per la selva que Waterton va viure moltes de les gestes que van garantir el seu paper de complet excèntric en la història.
El 1825, va publicar un relat dels quatre viatges en un volum titulat Vagabunderies —que ara ocupa un lloc permanent en la literatura— en què detallava els perills extraordinaris que va enfrontar amb incansable i temerari coratge. Per exemple, quan se li va avisar que una pitó havia estat descoberta en el veïnatge de la seva barraca, va sortir com un llamp amb els peus descalços per capturar-la (mai feia servir sabates o botes en la jungla).
Després que els nadius van tenir èxit a subjectar el cap de la serp a terra, Waterton es va llançar sobre la seva cua en moviment i, finalment, va estrènyer la boca de l'animal amb els seus tirants. Van tornar a la barraca i la van dipositar en una bossa gran; van tancar l'obertura amb una corda i la van col·locar en un racó per passar la nit. «Durant tota la nit va estar irritada i inquieta», va escriure el rodamón, però aparentment no va sentir disgust a compartir la seva cambra amb una pitó.
En una altra ocasió, tractant d'atrapar un cocodril, va passar per situacions molt perilloses que posaven en risc la seva vida per finalment expressar: «Va ser la primera i única vegada que vaig estar sobre el llom d'un caiman».
En un altre viatge per la jungla sud-americana, es va interessar perquè una ratapinyada li xuclés la sang de la punta del peu. Va portar-ne una a les seves habitacions i va dormir a dretcient amb un peu exposat, però malgrat els seus esforços, els seus desitjos van quedar frustrats. El vampir el va rebutjar, i en comptes d'això va clavar les dents en l'immens peu d'un hindú que estava dormint a prop.
Després de la mort del seu pare el 1806, va retornar a Anglaterra i va decidir convertir la seva possessió en refugi per a qualsevol classe d'animals salvatges (especialment ocells) que hi volguessin viure.
Va portar-hi un excaçador per servir com a guardià; es presumeix que havia de conèixer tots els artificis de l'ofici. No es permetien armes i tenia una barrera de 8 peus d'alt construïda al llarg de 3 milles al voltant de la finca per evitar qualsevol persona o cosa que pretengués capturar o devorar els seus protegits.
Al costat del seu amor pels animals, Walton Hall satisfeia una altra de les seves passions: grimpar. A pesar que havia instal·lat un telescopi en una habitació de la seva residència, el seu passatemps favorit era pujar als arbres per observar la vida salvatge tan a prop com fos possible. Era usual, especialment durant l'estació en què es fan els nius, veure'l grimpar amunt amb gran agilitat. Convidava els seus hostes a fer-ho amb ell, i encara als 80 anys escalava.

## Vida familiar
La seva vida familiar estava lluny de ser normal, com era d'esperar. Malgrat ser ric, portava una existència espartana, dormint en el pis de la seva habitació amb un tros buit de roure com a coixí. A la mitjanit s'aixecava i anava —amb els peus nus, per descomptat— a la seva capella privada a resar. Després de dormir una estona, s'aixecava a les 4 del matí per començar les labors del dia.
El seu treball consistia, en primer lloc, en una classe estranya de taxidèrmia. Desenvolupava un mètode per solidificar la pell dels animals, de tal manera que es veien com quan estaven vius, però sense haver estat emplenats. No content a preservar el que la natura havia creat quant es refereix a animals, va inventar una mica pel seu compte: criatures compostes per parts de diferents animals. Va confondre als professors d'història natural amb els seus monstres, a molts dels quals els va posar noms de protestants eminents. La seva creació favorita (sobrenomenada l'«inclassificable») s'assemblava de manera esbalaïdora a un ésser humà, però era en realitat un mico udolador vermell de Sud-amèrica.
Quan sortia de casa, sovint es mostrava tan esparracat que era confós amb un rodamón. Tenia una especial afició pels mendicants i mostrava amb molta freqüència la seva extraordinària generositat envers ells. Comprava botes noves per als qui trobava mal calçats i, en certes ocasions, va donar les que tenia posades a alguna ànima desafortunada, retornant descalç com en la jungla.
Es va casar el 1829 amb la neta d'una princesa guaianesa. Ella tenia 17 anys, 30 menys que ell, i després de les noces (a les 4 de la matinada!), va acompanyar el terratinent a París per estudiar dissecció d'ocells. Ella va morir un any després i ell mai més es va tornar a casar. La resta de la seva vida, la va dedicar a preservar la vida salvatge de Walton Hall i a les estranyes aventures que tant li agradaven.
Mai va estar seriosament malalt i enlluernava els amics que el visitaven amb les seves proeses com a grimpador i amb la seva destresa física general, bona encara a la seva edat. Als 83 anys, no obstant això, va ensopegar mentre arrossegava un tronc pesat i es va ferir seriosament. Va morir poc després de l'accident.